# Koichi Maeda
Koichi Maeda (前田 晃一 Maeda Koichi?), född 28 maj 1991 i Osaka prefektur, är en japansk fotbollsspelare.
Maeda började sin karriär 2014 i FC Ryukyu. Efter FC Ryukyu spelade han för Renofa Yamaguchi FC och Fujieda MYFC.